# Округ Макхенри (Северна Дакота)
Округ Макхенри (енгл. McHenry County) је округ у америчкој савезној држави Северна Дакота.

## Демографија
По попису из 2010. године број становника је 5.395, што је 592 (-9,9%) становника мање него 2000. године.
| Група             | 2000.         | 2010.         |
| Белци             | 5.896 (98,5%) | 5.218 (96,7%) |
| Афроамериканци    | 5 (0,1%)      | 8 (0,1%)      |
| Азијати           | 2 (0,0%)      | 16 (0,3%)     |
| Хиспаноамериканци | 24 (0,4%)     | 80 (1,5%)     |
| Укупно            | 5.987         | 5.395         |